# Artocella askewi
Artocella askewi är en stekelart som beskrevs av Mark R. Shaw 2005. Artocella askewi ingår i släktet Artocella och familjen bracksteklar. Inga underarter finns listade.